# Українці Балтимора

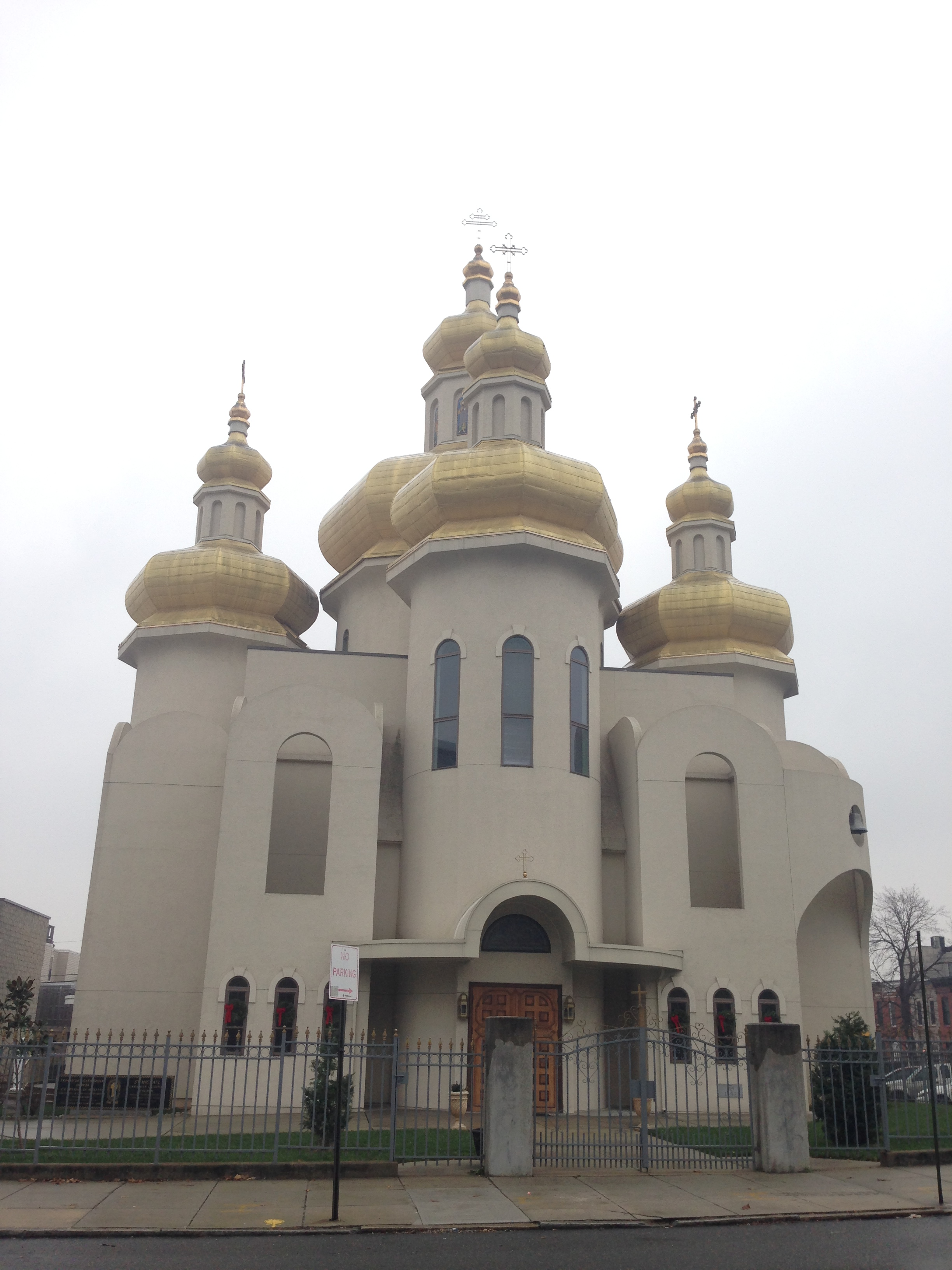
Церква Святого Архістратига Михаїла (січень 2016)

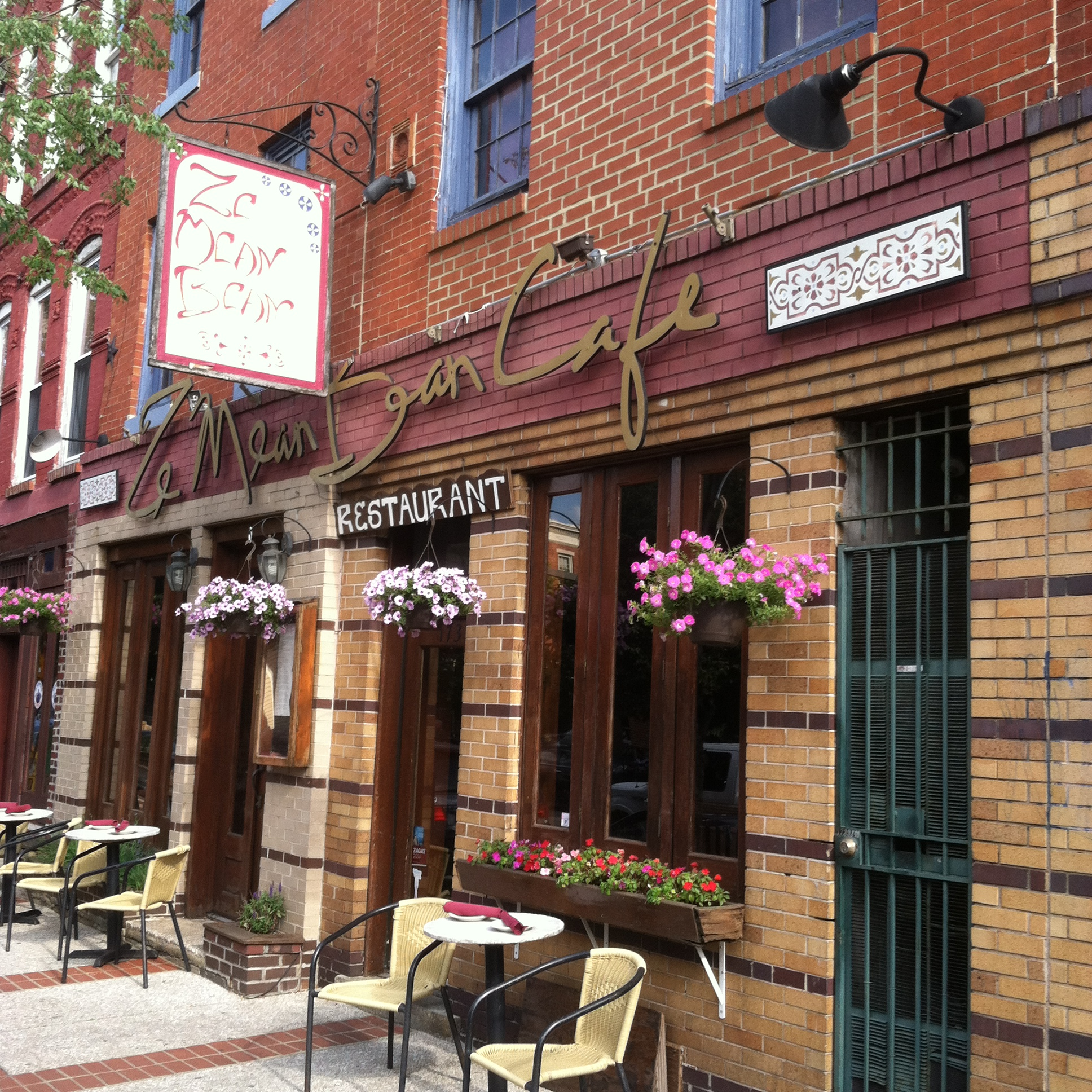
Ze Mean Bean Café (Феллз-Пойнт, червень 2014)

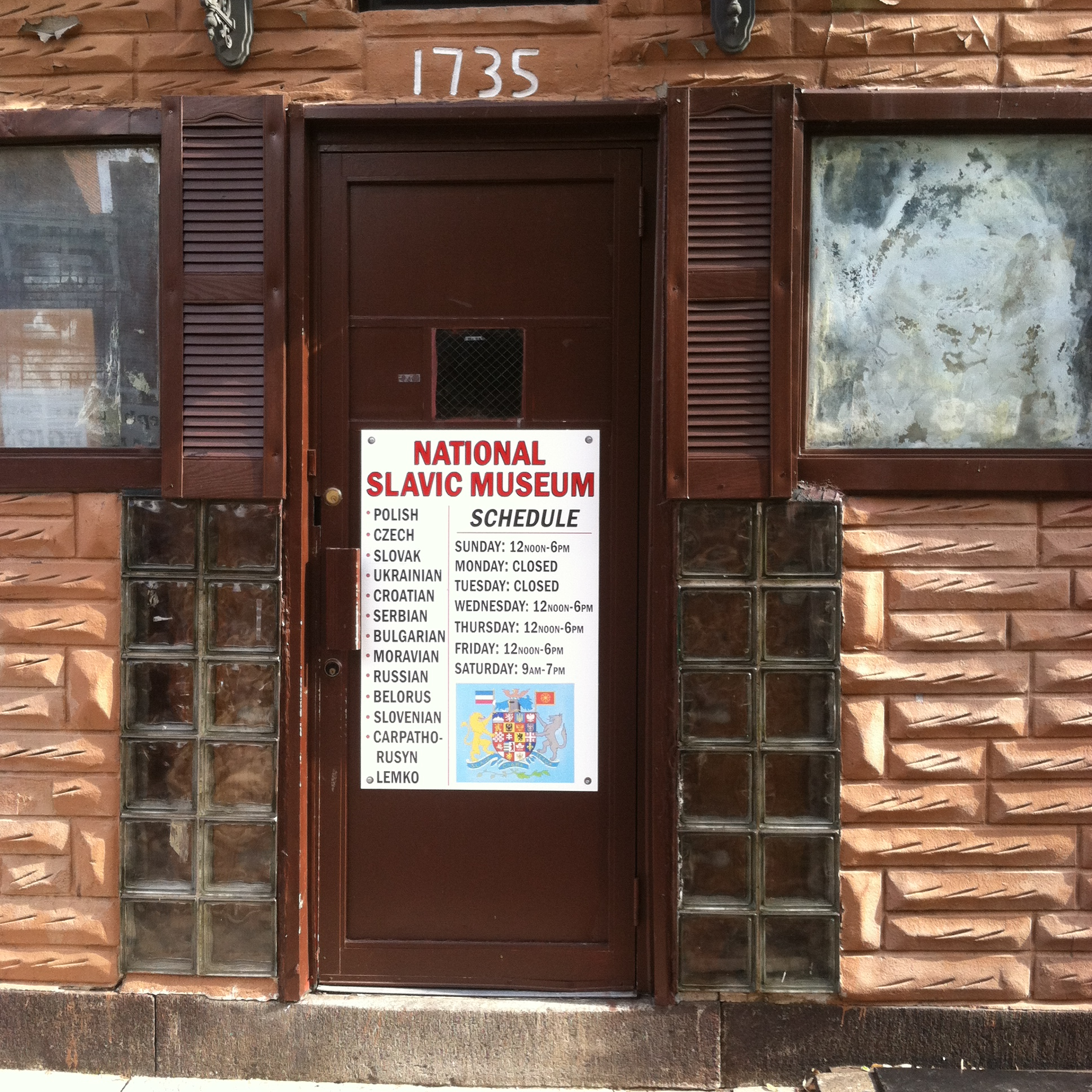
Національний славістичний музей у Феллз-Пойнт (червень 2014)

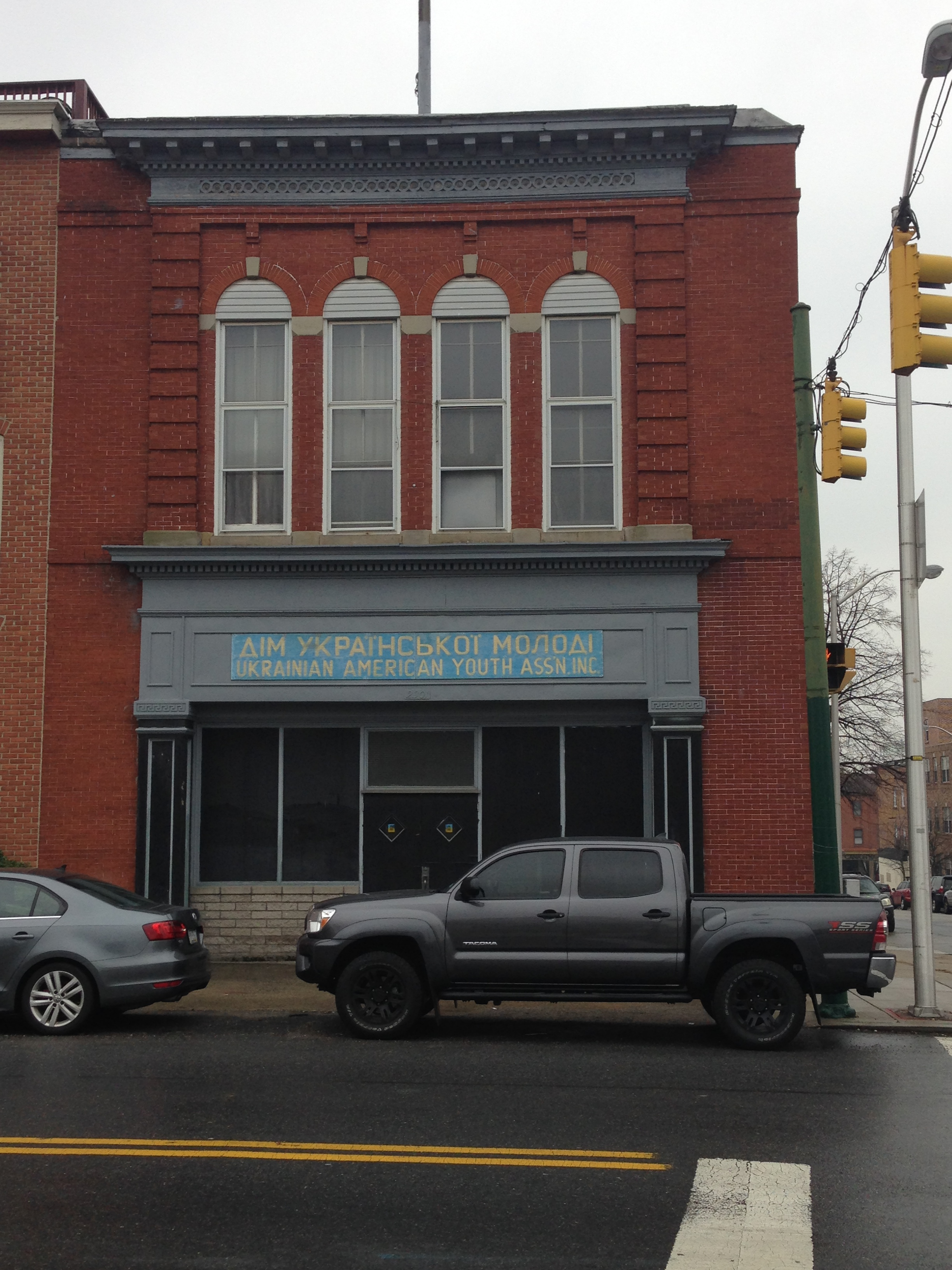
Молодіжне об'єднання американських українців у Паттерсон-Парк (січень 2016)

Появу перших українців у Балтиморі (штат Меріленд, США) датують серединою XIX століття. Зараз там розташована одна з двох найбільших американських українських спільнот у Середньоатлантичних штатах (друга — у Вашингтоні (округ Колумбія)).

## Демографія
За даними статистики на 2000 рік, на Балтиморській метрополійній території живуть 10 806 українців, що складало 0,4 % від усього населення. У місті ж тоді жило 1567 українців, або 0,2 % від його населення.
У 1920 році 151 біла людина чужоземного походження говорила українською
.
У 1940 році в Балтиморі жило 14 670 емігрантів з Радянського Союзу, багато з яких були українського походження. Вони складали 24,1 % від білого населення міста чужоземного походження.
У 2013 році українське населення Балтимора було оцінено в 808 осіб, що склало 0,1 % від міського населення.
Станом на вересень 2014 року українці США були дванадцятою найбільшою спільнотою чужоземного походження в Балтиморі.

## Історія

### XIX століття
Українці почали селитися в Балтиморі у 1880-их роках, в основному в східному й південно-східному Балтиморі, та особливо в районі Гайлендтаун. Інші селилися на Вашингтон-Гілл, Феллз-Пойнт (де була українська крамниця) і Паттерсон-Парк. Більшість іммігрантів походила із Західної України та була католиками. До 1890-их роках українські католицькі священники приїжджали з Пенсильванії до Балтимора, щоб обслуговувати громаду міста. Так тривало, аж поки не було засновано парафію Святого Архістратига Михаїла в 1893 році, а 1912 року було побудовано церкву.
Цікаво, що більшість іммігрантів із Західної України відносить себе до американських українців, а інші самовизначаються як американські русини. Останні представляють меншість у громаді Церкви Святого Архістратига Михаїла, а також допомогли заснувати Українську Католицьку Церкву Святих Петра і Павла.

### XX століття
У 1920-их роках українська громада в Гайлендтауні нараховувала 1200 членів.
Багато українців прибули до Балтимора в 1930—1950 роках, щоб уникнути політичного переслідування, трудових таборів або заслання до Сибіру. Кожного року українські біженці, їхні діти та онуки відзначають своє щастя на Дні подяки, з'їдаючи тост та граючи у футбол в Паттерсон-Парк. 29 травня 2008 року
в Балтbморі запалили свічки на згадку про Голодомор на War Memorial Plaza перед будівлею міської ради. Ця церемонія була частиною шляху «Міжнародного смолоскипу пам'яті жертв Голодомору», який розпочався у Києві та пройшов тридцять три країни. Під час цього заходу було також відвідано 22 інших американських міста. Керувала церемонією міський голова Шейла Діксон, яка й оголосила 29 травня «Днем пам'яті жертв українського геноциду в Балтиморі». Вона згадала Голодомор як «один з найгірших випадків нелюдського ставлення людини до людини».
Починаючи з 1970-их років, до Балтимора емігрувала велика кількість українських євреїв, щоб уникнути антисемітизму в тодішньому Радянському Союзі. На початку 1980-их років близько 70 % радянських євреїв в Балтиморі емігрували з тодішньої УРСР. Одна третина вийшла з Одеси, тоді — міста-побратима Балтимора.
1995 року відкрився ресторан Ze Mean Bean Fell's Point. Він пропонує страви як української, так й інших слов'янських та східноєвропейських кухонь. Ресторан заснував Івон Дорник на згадку про її батька Івана Дорника, що був карпато-русином із Чехословаччини.

### XXI століття
2012 року відкрився Національний славістичний музей (англ. National Slavic Museum). Він зосереджується на житті слов'янського населення Балтимора, зокрема й історії балтиморських українців.
2014 року на тлі Революції гідності та російського вторгнення до Криму українці Балтимора об'єдналися, щоб підтримати проукраїнські сили.

## Little Ukrainian Village
В Балтиморському районі Паттерсон-Парк є місце, яке місцеві жителі називають «Little Ukrainian Village in Baltimore», що означає «маленьке українське село в Балтиморі». Там розташовані Українсько-католицька церква Архангела Михаїла та Балтиморський фестиваль американських українців, а також такі організації для українців, як кредитна спілка, спортивний клуб та молодіжне об'єднання.